# Prakasam

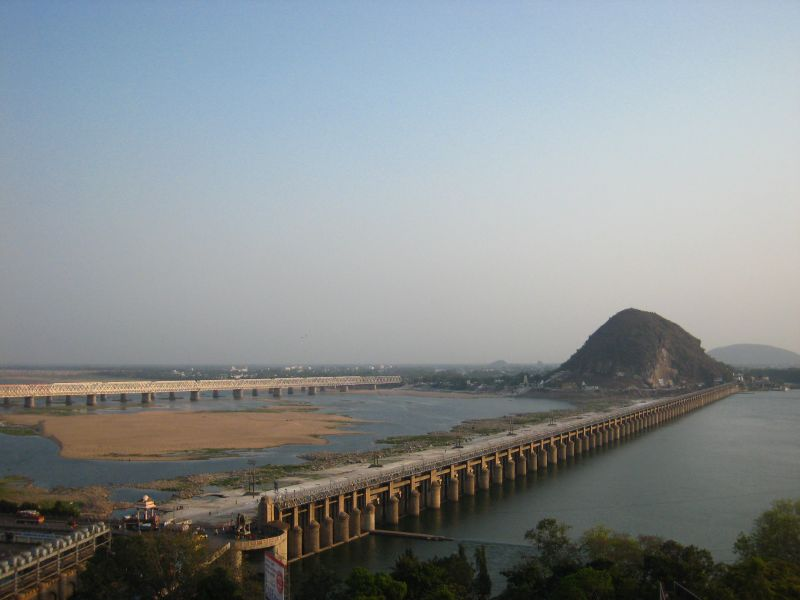
Vijayawada, Prakasam.

Prakasam är ett distrikt i den indiska delstaten Andhra Pradesh. Det har en yta på 17 626 km² och 3 059 423 invånare. Huvudort är Ongole. Andra större städer är Addanki, Markapuram, Chirala, Kandukur och Tangutur. Distriktet är uppkallat efter Tanguturi Prakasam.